# Stigmella szoecsiella
Stigmella szoecsiella is een vlinder uit de familie dwergmineermotten (Nepticulidae). De wetenschappelijke naam is voor het eerst geldig gepubliceerd in 1972 door Borkowski.
De soort komt voor in Europa.